# Winslow (Indiana)
Winslow – miejscowość w Stanach Zjednoczonych, w stanie Indiana, w hrabstwie Pike.